# سانسور در ایتالیا
ایتالیا یکی از کمترین درجه‌های آزادی را در اروپا دارد. طبق گزارش سال ۲۰۰۹ خانه آزادی، ایتالیا را به عنوان تاحدودی آزاد طبقه‌بندی کرده‌اند و این کشور پس از ترکیه از لحاظ گستردگی سانسور دوم است و مطبوعات تا حدی آزاد گزارش شده‌اند. سانسور در تلویزیون‌ها و مطبوعات برای دلایل گوناگون وارد می‌شود.

## تاریخچه

### دوره امپراتوری اتریش
در سال‌های دوران حکومت کردن اتریشی‌ها در شمال ایتالیا (مناطق ونیز و میلان) سانسور متداول بود و انتقاد از اتریشی‌ها مجازات سختی داشت.

### دوره پادشاهی ایتالیا
سانسور در این دوره از تاریخ ایتالیا زیاد بوده و سانسور سینمایی از جمله این که فیلم‌هایی با صحنه‌های زشت و ناپسند یا بلعکس خیلی خشک و با نجابت شامل می‌شد.

### دوره ایتالیای فاشیست
در این دوره سانسور زیاد بوده اما حکومت اصرار بر این داشته که حکومتی دارای آزادی بیان است.